# UDG-teatern
UDG-teatern var en teatergrupp i Karlskrona som bildades 1983 och lades ned 1990.
Ulf Fembro och Joachim Mostberg grundade föreningen som en fri teatergrupp. Joakims barndomsvän Krister Emtweden var tidigt med och gjorde scenografi och skötte tekniken i några år. UDG stod då för Unga Dramatiska Gruppen, senare Underhållningsteatern. Tillsammans satte de i januari 1984 upp Equus av Peter Shaffer. Från och med 1985 arbetade gruppen professionellt, med en egen teaterlokal som skådespelarna själva rustade. Produktionstakten var hög och gruppen turnerade med olika barn- och ungdomsproduktioner under 1985 och 1987 över stora delar av södra Sverige. Regissören Anders Bäckström började arbeta med gruppen 1985 och hans uppsättningar av Läkare mot sin vilja, Wilhelm Tell, Värmlänningarna och Per Stigmans äventyr gjorde gruppen känd i teater-Sverige samtidigt som gruppen blev mycket förankrad i Blekinge. 
Ulf Fembro skrev flera av gruppens barn- och ungdomsproduktioner samt regisserade sommaren 1987 Spelet om Ronneby blodbad av Claes von Rettig, en föreställning där alla biljetter såldes slut dagen efter premiären och gruppen började efter det få större stöd av landsting, stat och kommun.
Producenten Håkan Robertsson började arbeta med gruppen liksom regissören Margareta Skantze och scenografen Loa Miller. 1989 gjorde UDG-teatern sin största föreställning: Från Här till Hit -  en musikal om Sverige under hundra år. Manus av Ulf Fembro och musik av Anders Ortman. Detta gigantiska projekt med över hundra skådespelare turnerade i fyra av länets fem kommuner under våren 1989. Senare på sommaren regisserade den engelske regissören Derek Martinus Den lönsamme trashanken, en föreställning som fick positivt mottagande.
Trots den intressanta konstnärliga och kulturpolitiska utvecklingen blev den ekonomiska situationen för gruppen svår. Det gjorde att de konstnärliga ledarna Fembro och Bäckström sökte sig till Folkteatern i Gävleborg, där de blev teaterchefer 1990. Med två stora sommarteaterföreställningar tog gruppen farväl av sin publik, i känslosamma, överfulla föreställningar: Kung Kristina av Margareta Skantze och UDG:s Karoliner av Ulf Fembro och Joakim Stenshäll.
Efter att gruppen slutat fanns skulder kvar, vilka unikt nog samlades in till av en stödförening som bildades i anslutning till att stora delar av gruppen flyttade till Gävle och gruppen lades ned. För att tacka föreningen för hjälpen återuppstod UDG en sista gång sommaren 1992 i med föreställningen Greven av Monte Cristo som spelade på Grevagården i Karlskrona.